# Hedda von Schmid
Hedda von Schmid (Name nach Eheschließung: Hedda von Riesemann; * 11. Septemberjul. / 23. September 1864greg. in Pernau, Gouvernement Livland als Hedwig Amalie Hermine von Schmid; † 13. Januar 1921 in Berlin) war eine deutschbaltische Schriftstellerin.

## Leben
Hedda von Schmid war die Tochter eines deutschbaltischen Zollbeamten. Sie lebte ab 1869 in Riga. 1873 wurde ihr Vater Theodor in die Kalmückensteppe bei Astrachan versetzt, wohin sie ihn begleitete. Erst 1879 kehrte Hedda von Schmid nach Livland zurück, um dort ihre Schulausbildung zu beenden. 1890 heiratete sie den Gutsbesitzer Arthur von Riesemann, mit dem sie auf dem Gut Sternberg nahe der estnischen Stadt Hapsal lebte. Zuletzt war sie in Berlin ansässig.
Hedda von Schmids literarisches Werk umfasst Romane, Erzählungen und Gedichte. Sie war Mitarbeiterin deutschbaltischer und Sankt Petersburger Zeitungen. Eine wichtige Rolle spielten in ihrem Werk sowohl ihre baltische Heimat als auch der mehrjährige Aufenthalt im Kalmückengebiet. 

## Werke
- Am Astjärw, Riga 1889
- Gedichte, Reval 1894
- Nesthäkchen, Charlottenburg 1898
- Endlich gefunden, Berlin 1900
- Frau Herdanas Freier, Berlin [u. a.] 1911
- Feuerzauber. Das lahme Lorchen, Berlin [u. a.] 1912
- Irlick-Chan, der Steppenteufel, Berlin 1912
- Wolgalieder, Berlin 1912
- Die Tigerkatze. Hans im Glück, Berlin [u. a.] 1913
- "Mit den Wellen treiben!", Berlin [u. a.] 1914
- Sonntagskinder, Berlin [u. a.] 1915
- Ein Steppenkind, Berlin 1915
- An der See, Dresden-A. 1916
- Die Chronik von Wredenhagen, Berlin [u. a.] 1916
- Die fünf Seemöven, Berlin 1916
- Ihr Sohn, Dresden 1916
- Logierbesuch, Dresden 1916
- Traditionell, Dresden 1916
- Um seines Kindes willen, Berlin [u. a.] 1916
- Das heilige Erbe, Dresden 1917
- Heimat, Leipzig 1917
- Maßliebchen, Leipzig 1917
- Das Spielkind, Berlin [u. a.] 1917
- Die vier Profile, Leipzig 1917
- Die Spitzen der Herzogin, Berlin 1918
- Erste Liebe, Leipzig 1919
- Die Filmprinzessin, Siegmar-Chemnitz 1919
- Herzenskämpfe, Leipzig 1919
- Ursula Lüdekamp, Berlin [u. a.] 1919
- Versunkene Glocken, Dresden 1919
- Hans Joachim, Werdau 1920
- Die Hellbergs, Werdau 1920
- Ihr Schwur, Leipzig [u. a.] 1920
- Das Inselschloß, Werdau i. Sa. 1920
- Ein Liebestraum, Leipzig [u. a.] 1920
- Aus gutem Hause, Leipzig [u. a.] 1921
- Der Dohlenhof, Leipzig 1921
- Haus Heidegg, Leipzig [u. a.] 1921
- Ike Steenbachs Erbe, Berlin 1921
- Frau Helga und ihre Kinder, Berlin 1922
- Und du liebst mich doch, Leipzig [u. a.] 1922
- Harriets Erlebnis, Leipzig 1923
- Stellas Heimkehr, Berlin 1923
- Frauenlos, Werdau i. Sa. 1925
- Die wilden Junker von Jürgensberg, Werdau 1925